# Hermannia neotricha
Hermannia neotricha är en kvalsterart som beskrevs av Choi 1994. Hermannia neotricha ingår i släktet Hermannia och familjen Hermanniidae. Inga underarter finns listade i Catalogue of Life.